# Палісад (Міннесота)
Палісад (англ. Palisade) — місто (англ. city) в США, в окрузі Ейткін штату Міннесота. Населення — 162 особи (2020).

## Географія
Палісад розташований за координатами 46°42′44″ пн. ш. 93°29′20″ зх. д. / 46.71222° пн. ш. 93.48889° зх. д. (46.712323, -93.488787).  За даними Бюро перепису населення США в 2010 році місто мало площу 1,67 км², уся площа — суходіл. В 2017 році площа становила 1,82 км², з яких 1,82 км² — суходіл та 0,00 км² — водойми.

## Демографія
Згідно з переписом 2010 року, у місті мешкало 167 осіб у 74 домогосподарствах у складі 51 родини. Густота населення становила 100 осіб/км².  Було 85 помешкань (51/км²).
Расовий склад населення:
| - 92,2 % — білих - 6,6 % — корінних американців - 0,6 % — чорних або афроамериканців |

До двох чи більше рас належало 0,0 %. Частка іспаномовних становила 0,6 % від усіх жителів.
За віковим діапазоном населення розподілялося таким чином: 19,8 % — особи молодші 18 років, 61,0 % — особи у віці 18—64 років, 19,2 % — особи у віці 65 років та старші. Медіана віку мешканця становила 50,2 року. На 100 осіб жіночої статі у місті припадало 116,9 чоловіків;  на 100 жінок у віці від 18 років та старших — 100,0 чоловіків також старших 18 років.
Середній дохід на одне домашнє господарство  становив 47 113 долари США (медіана — 32 750), а середній дохід на одну сім'ю — 51 652 долари (медіана — 45 625). Медіана доходів становила 35 750 доларів для чоловіків та 25 250 доларів для жінок. За межею бідності перебувало 6,1 % осіб, у тому числі 0,0 % дітей у віці до 18 років та 10,8 % осіб у віці 65 років та старших.
Цивільне працевлаштоване населення становило 80 осіб. Основні галузі зайнятості: роздрібна торгівля — 23,8 %, освіта, охорона здоров'я та соціальна допомога — 20,0 %, мистецтво, розваги та відпочинок — 11,3 %, виробництво — 10,0 %.